# Christian Hejnal
Christian Hejnal Addams (nacido el 3 de junio de 1969) es un productor de efectos visuales estadounidense y guitarrista y vocalista ocasional de la banda de rock con sede en Los Ángeles Scarling.

## Carrera musical
A principios de la década de 1990, tocó en bandas como Candyhateful (anteriormente conocidas como Brats) y The Drummed. La canción de Candyhateful "Stay Down" apareció en la adaptación cinematográfica de 2000 de "Queen of the Damned" de Anne Rice. En 2001, Hejnal comenzó a trabajar en un álbum en solitario. Invitó a la cantante Jessicka, a quien había conocido unos meses antes en un club de Los Ángeles a través de una amiga en común Lisa Leveridge, para que cantara una canción que él había escrito; comenzaron a grabar y ensayar juntos y finalmente reclutaron a los músicos que formarían Scarling. en 2002.
En el otoño de 2004, después de lanzar su primer álbum Sweet Heart Dealer, Scarling. fue invitado a unirse a la alineación del Curiosa Festival curado por Robert Smith, actuando en fechas selectas de la costa oeste junto a Interpol, The Rapture, Mogwai, y él y el favorito de Jessicka, The Cure. Smith describió la música de la banda como "música pop oscura, desesperada, caótica y hermosa, el sonido del fin del mundo" y "Sweet Heart Dealer" fue nominado para el Premio de música Shortlist de 2004.
Después de una serie de sencillos de 7 pulgadas en Sympathy, Scarling. anunció a principios de 2005 que su segundo álbum, So Long, Scarecrow, aparecería más tarde ese año; fue precedido por el sencillo "We Are The Music Makers" y fue lanzado el 23 de agosto de 2005. Scarecrow fue coproducido por Rob Campanella y recibió varias críticas favorables. Alternative Press le dio al álbum una calificación de 5 sobre 5 y describió a Hejnal como un "físico de guitarra que domina el segundo álbum de estos rockeros atmosféricos, aproximándose a todo, desde climas de estación espacial a los cachalotes rodando en E, todo mientras ofrece canciones sólidas". En 2006, Hejnal continuó de gira por Estados Unidos y Europa con Scarling. En el camino, estuvo de gira con bandas como la británica shoegaze Amusement Parks on Fire y abrió para The Wedding Present y Depeche Mode. Escarlata. actualmente están trabajando en su nuevo álbum.

## Carrera cinematográfica
Además de su trabajo con Scarling, desde 1999, Hejnal ha trabajado para Sony Pictures Imageworks, comenzando como asistente de producción en The Ninth Gate y Hollow Man. En 2000 se convirtió en coordinador de efectos visuales en la película Charlie's Angels, y completó su trabajo como coordinador de placas de efectos visuales en Spider-Man, y como gerente de producción digital para las películas Spider-Man 2, Darkness Falls y The Prize Winner of Defiance, Ohio, protagonizada por Julianne Moore y Woody Harrelson. Actualmente, trabaja como productor de cine en efectos digitales y se le acredita como tal en las películas Grandma's Boy, la película de Adam Sandler Click, Spider-Man 3, Hancock. Alicia en el país de las maravillas de Tim Burton, The Green Hornet de 2011, Here Comes the Boom, Oz the Great and Powerful, 22 Jump Street, Pixels y Ghostbusters. Christian fue el coproductor de Spider-Man: Into the Spider-Verse. La película fue muy bien recibida por la crítica. Spider-Man: En el Spider-Verse ganó el premio a la Mejor Película de Animación en la 76.ª edición de los Globos de Oro, ganó el mismo premio en la 24ª edición de los Premios Critics' Choice, y ganó el premio a la Mejor Película de Animación en la 91.ª edición de los Premios de la Academia, entre varios otros premios y nominaciones. Fue la primera película que no es de Disney o Pixar en ganar el Oscar a la Mejor Película Animada desde Rango (2011), convirtiéndose en la sexta película que no es de Disney/Pixar en ganar este premio.
Christian ganó un premio de la Sociedad de Efectos Visuales por 'Personaje animado destacado' en una película animada: 2018, Spider-Man: Into the Spider-Verse ("Miles Morales"). Los críticos de New York Magazine la incluyeron en el puesto 9 de su lista de las mejores películas de la década.

## Vida personal
El 14 de febrero de 2006 (Día de San Valentín) durante un descanso de la gira, él y Jessicka se comprometieron. Su boda tuvo lugar el 13 de octubre de 2007 en el Oviatt Penthouse de Los Ángeles y asistieron numerosas celebridades. La pareja tomó Addams como su nuevo apellido.

## Discografía

### Álbumes/CD
- Scarling., Sweet Heart Dealer, álbum (2004) - escritor, guitarra, bajo, voz
- Scarling., So Long, Scarecrow, álbum (2005) - escritor, productor, guitarra, voz

### Sencillos y EPs
- Scarling., Band Aid Covers the Bullet Hole (7-inch, Sympathy for the Record Industry 2003): escritor, voz
- Scarling., Band Aid Covers the Bullet Hole (CD, Sympathy for the Record Industry, 2003) - guitarra, voz
- Scarling., Crispin Glover (7 pulgadas, Sympathy for the Record Industry, 2004) — guitarra, voz
- Scarling., Crispin Glover (7 pulgadas, Sympathy for the Record Industry, 2004) — guitarra, voz
- Scarling., Scarling. / The Willowz' (split 7-inch, Sympathy for the Record Industry, 2005) — guitarra, voz
- Scarling., "Staring to the Sun" (CD, Sympathy for the Record Industry 2006 - guitarra, voz, productor